# Нигматуллин, Ришат Гаязович
Нигмату́ллин Риша́т Гая́зович (р. 20 апреля 1952, Кумертау) — российский учёный в области нефтехимии и химмотологии, доктор технических наук, профессор. Член отделения Академии наук Республики Башкортостан, член-корреспондент Российской инженерной академии, академик Российской академии естествознания, заслуженный изобретатель Республики Башкортостан.

## Биография
Ришат Гаязович Нигматуллин родился 20 апреля 1952 года в городе Кумертау Республики Башкортостан. В 1969 г. окончил школу № 12 города Кумертау, в 1974 — Уфимский нефтяной институт по специальности «Химическая технология переработки нефти и газа». После окончания института устроился работать оператором на Новоуфимский нефтеперерабатывающий завод.
С 1975 года работал секретарём комитета ВЛКСМ, вторым (1976) и первым (1978) секретарём Орджоникидзевского РК ВЛКСМ г. Уфы, инструктором (с 1981), заместителем заведующего промышленно-транспортным отделом Уфимского ГК КПСС (с 1983).
В 1984 г. вернулся на НУНПЗ, где работал начальником цеха, секретарём парткома (с 1986), главным инженером научно-технологического центра (с 1990), заместителем главного инженера (с 1996).
За это время дважды избирался депутатом Орджоникидзевского районного Совета народных депутатов г. Уфы (1977—1985) и дважды — депутатом Уфимского городского совета народных депутатов (1985—1995).
В 1998 году назначен начальником масляного производства холдинга «Башнефтехим». С 2001 года занимал должность генерального директора, с 2002 — начальника масляного производства НУНПЗ.
С 2004 года работал директором Института проблем химмотологии и трибологии ООО «Хозрасчётный творческий центр УАИ», в это же время начал преподавательскую деятельность на кафедре оборудования и технологии сварочного производства УГАТУ.
В 2010 году основал Общество с ограниченной ответственностью «Химмотолог», занимающееся научными исследованиями в области химмотологии и эксплуатации смазочных материалов, а также разработкой приборов для диагностики техники по анализу работающего масла.

## Научная и преподавательская деятельность
В 1990 г. защитил кандидатскую, а в 1999 г. — докторскую диссертацию.
Нигматуллин Ришат Гаязович является автором 183 научных трудов (60 из них опубликовано в журналах перечня ВАК), в том числе 11 книг (в их числе 5 учебных изданий) и 53 изобретений.
Основные научные интересы лежат в областях нефтепереработки и химмотологии. Основные работы связаны с исследованиями процессов селективной очистки нефтепродуктов и разработкой новых технологий получения нефтепродуктов. Нигматуллин Ришат Гаязович принимал участие в разработке технологии производства промывочно-обкаточного масла для автомобилей Волжского автомобильного завода, смазочного масла для газовых турбин турбореактивных самолётов отечественного производства, восковых продуктов для защиты резинотехнических изделий от озонного растрескивания; во внедрении на НУНПЗ метода селективной очистки масел N-метилпирролидоном (в России этот метод был применён впервые).
С 2001 г. Ришат Гаязович совмещает свою работу с преподаванием в крупнейших ВУЗах Уфы: УГНТУ, УГАТУ. Избирался членом докторского диссертационного совета при Уфимском государственном нефтяном техническом университете (2001—2009 гг.). С 2015 г. преподаёт в уфимском филиале Финансового университета.

## Научные труды
- Нигматуллин Р. Г. Интенсификация процесса производства твёрдых углеводородов нефти (канд. дисс.)
- Нигматуллин Р. Г. Совершенствование технологий производства масел, парафинов и разработка новых нефтепродуктов (док. дисс.)

## Награды и почётные звания
- диплом Министерства образования и науки Российской федерации за лучшую исследовательскую работу (2010),
- почётное звание «Заслуженный изобретатель Республики Башкортостан» (2010)[10],
- орден «Labore et Scientia» («Трудом и Знанием»)[6].